# Rozdziele (powiat gorlicki)

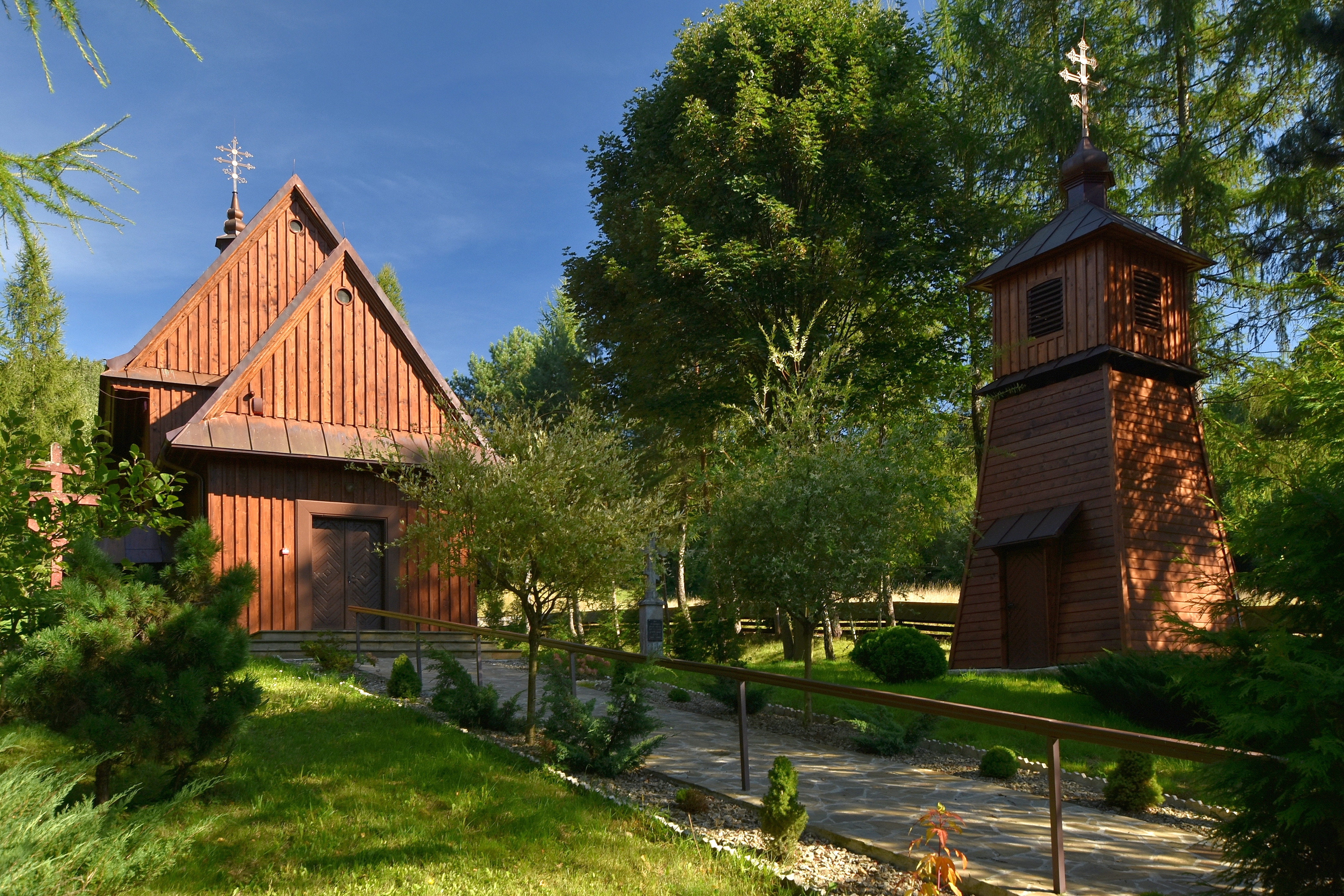
Cerkiew prawosławna

Rozdziele (łemkow. Розділя) – wieś w Polsce położona w województwie małopolskim, w powiecie gorlickim, w gminie Lipinki.
W latach 1975–1998 miejscowość należała administracyjnie do województwa krośnieńskiego. Integralne części miejscowości: Niżny Koniec, Wyżny Koniec.
Jedna z wersji pochodzenia nazwy wsi mówi, że Rozdziele powstało z południowej części Lipinek, zasiedlonej przez Wołochów. Ponieważ mieszkańcy różnych wyznań nie żyli ze sobą w zgodzie, rozdzielono wieś na dwie połowy.

## Zabytki
Obiekty wpisane do rejestru zabytków nieruchomych województwa małopolskiego:
- cerkiew prawosławna pod wezwaniem Narodzenia Bogurodzicy, drewniana. Przeniesiono ją do Rozdziela w 1985 z Serednicy w powiecie bieszczadzkim, gdzie stała od 1756 roku. Świątynia parafialna[6];
- cmentarz wojenny nr 85 z I wojny światowej;
- cerkiew greckokatolicka Narodzenia Najświętszej Maryi Panny, murowana, o nietypowej dla zachodniej Łemkowszczyzny architekturze (obecnie współużytkowana także przez rzymskokatolicką parafię Wniebowzięcia NMP w Lipinkach. Jej powstanie wiąże się z końcową fazą działalności budowlanej tzw. okresu józefińskiego. Fundatorem cerkwi (według zachowanej tablicy erekcyjnej) był Ewaryst hrabia Kuropatnicki. Kamień węgielny położono 10 maja 1787 roku. W 1927 r. cerkiew rozbudowano poprzez przedłużenie nawy w kierunku zachodnim tak, że z pierwotnego założenia zachowało się jedynie półkoliste prezbiterium oraz wschodnia część nawy.[7].

## II wojna światowa
- Po południu 7 września 1939 oddział żołnierzy polskich z 1 Pułku Strzelców Podhalańskich stoczył w Rozdzielu zaciętą potyczkę z nacierającą od strony Krygu kolumną Niemców. W czasie walki zginął niemiecki oficer z patrolu zwiadowczego, zabity przez Łemka Stefana Chanasa, mieszkańca tej wioski będącego w służbie Wojska Polskiego[8]. Następnego dnia Niemcy w odwecie podpalili sześć budynków w centrum wsi, ostrzeliwując biegnących na ratunek. W ten sposób zginęło ośmiu mieszkańców wsi.
- Na pograniczu Lipinek i Rozdziela 17 sierpnia 1944 r. w czasie akcji partyzanckiej na dom członków ukraińskiej policji, partyzant kpr. Jan Sajchta z Krygu został ciężko ranny. Zaalarmowany strzałami oddział niemiecki przybył natychmiast na miejsce akcji i tu na podwórzu domu dobił partyzanta. Ludność z pobliskich domów zmuszona była schronić się w lesie.
- W czasie okupacji w Rozdzielu zginęli: siedmioosobowa rodzina Kullerow, Józef i Michał Siwak oraz pięcioro dzieci z rodzin romów Siwaków, Piotr Dragan, Anastazja Tylawska razem z przechowywanym żydem Joskiem i inni.

## Szlaki piesze
- Rozdziele – Mały Ferdel (578 m n.p.m.)